# Will Wheaton
Will Wheaton, nascido Willie Mack Wheaton Jr. (26 de outubro de 1972) é um cantautor e músico americano. Ele cresceu em Los Angeles e é filho da cantora gospel Juanita Wheaton. Ele estudou música na adolescência e acabou sendo ensinado por Furman Fordham, cujos ex-alunos incluem Lena Horne.
Ele se tornou um cantor de estúdio muito procurado e já se apresentou em projetos para Natalie Cole, Coolio, Celine Dion, Michael Jackson, Willy DeVille, Quincy Jones, Montell Jordan, Kenny Loggins, Diana Ross, Barbra Streisand, Whitney Houston e Stevie Wonder. Em 1998, ele fez vocais de apoio em When We Were the New Boys de Rod Stewart, e tocou baixo em suas apresentações. Ele também canta em comerciais, incluindo spots para American Express, Dr Pepper, The Gap, MasterCard, McDonald's e Sprite.
Em 1992, ele venceu o concurso de talentos USA Music Challenge de Dick Clark e recebeu um contrato de gravação da MCA. Clark disse sobre ele: "Will Wheaton tem uma voz característica que coloca você no clima de romance". Embora um álbum da MCA nunca tenha se materializado, em 1995 ele chamou a atenção do produtor David Foster, vencedor do Grammy, que o contratou para o grupo vocal Next Millennium. Ele co-escreveu quatro canções para o projeto com Foster, mas esse álbum também não foi lançado.
Wheaton começou a alcançar grande sucesso como compositor na década de 1990 e compôs canções para os Manhattans, Earth, Wind & Fire, Tevin Campbell, Will Downing, and Iyanla Vanzant. Ele também co-escreveu o hit-título de Not That Kind, da superestrela americana Anastacia, que vendeu mais de dez milhões de cópias.
Ele lançou dois álbuns em seu próprio selo Platinum Brass Records imprint: Consenting Adultz em 1999 e o aclamado pela crítica Old School Soul em 2005. Em uma campanha nacional de promoção e marketing, o último foi lançado nos cinemas AMC em Los Angeles, Houston, Chicago, e Nova Iorque.
Em 2000, a Black Entertainment Television usou três das canções de Wheaton de "Consenting Adultz" para o filme Midnight Blue da semana. Ele também cantou baixo na trilha sonora da minissérie The Temptations. A série televisiva Felicity usou duas de suas canções para sua atualização de distribuição.
Ele excursionou com a superestrela japonesa Namie Amuro em sua turnê Genius 2000 e trabalhou em seus álbuns recentes. Ele também foi um cantor em Mystery Men de Ben Stiller. Wheaton mora em Los Angeles.